# Stade de Rohonci út
Le Rohonci úti Stadion (en hongrois : Stade de la route de Rohonc) est un stade situé à Szombathely, en Hongrie. Cette enceinte, qui accueille notamment les matchs du club de football du Szombathelyi Haladás et a une capacité de 9 500 places. Il s'agit du plus grand stade du comitat de Vas.

## Histoire
Construit en 1923, le stade est le domicile du plus grand local, le Szombathelyi Haladás, fondé en 1919. Ce n'est en revanche qu'en 1989 que l'édifice bénéficie d'un nouvel équipement : un éclairage électrique est installé et inauguré le 18 novembre 1989 lors du match contre Pécs.
Le stade est le site du concours de lancer de marteau lors de la finale mondiale de l'athlétisme de 2003 à 2005.
En 2008, le club accède à la première division et doit de fait se conformer aux directives de la fédération concernant les stades de la NB I : installation de 3000 sièges dans une tribune couverte, rénovation du sol de la tribune debout, agrandissement des vestiaires, remplacement des grilles et des bancs de touche et rétrécissement du terrain. Par la même occasion, un système de contrôle d'accès des spectateurs est mis en place.
Dès sa première saison dans l'élite, l'équipe atteint une place qualificative pour la Ligue Europa et doit cette fois répondre aux exigences de l'UEFA. 2500 nouveaux sièges dont 300 dans la tribune des visiteurs sont installés. Enfin, deux ans plus tard, le stade bénéficie d'un nouveau panneau d'affichage avec un écran.

## Configuration
Le stade a une capacité totale de 9 500 spectateurs mais ne dispose que de 5 430 places assises. Pour des matchs internationaux, c'est d'ailleurs ce dernier chiffre qui est la capacité UEFA officielle. De plus, il n'y qu'une seule tribune couverte qui comporte 3 064 places.

## Rencontres européennes
| Date              | Équipe locale        | Score | Équipe visiteuse    | Compétition      |
| ----------------- | -------------------- | ----- | ------------------- | ---------------- |
| 17 septembre 1975 | Szombathelyi Haladás | 7 – 0 | Valletta FC         | Coupe des Coupes |
| 5 novembre 1975   | Szombathelyi Haladás | 1 – 1 | SK Sturm Graz       | Coupe des Coupes |
| 21 octobre 1981   | Szombathelyi Haladás | 4 – 2 | NK Osijek           | Coupe Mitropa    |
| 25 novembre 1981  | Szombathelyi Haladás | 2 – 2 | FC Vítkovice        | Coupe Mitropa    |
| 7 avril 1982      | Szombathelyi Haladás | 0 – 1 | Milan AC            | Coupe Mitropa    |
| 29 juin 1988      | Szombathelyi Haladás | 3 – 1 | BSC Young Boys      | Coupe Intertoto  |
| 6 juillet 1988    | Szombathelyi Haladás | 1 – 2 | IFK Norrköping      | Coupe Intertoto  |
| 9 juillet 1988    | Szombathelyi Haladás | 0 – 0 | DAC Dunajská Streda | Coupe Intertoto  |
| 2 juillet 2009    | Szombathelyi Haladás | 1 – 0 | FC Irtych Pavlodar  | Ligue Europa     |
| 23 juillet 2009   | Szombathelyi Haladás | 0 – 0 | IF Elfsborg         | Ligue Europa     |

## Rencontres de la sélection hongroise
| Date            | Équipe locale | Score | Équipe visiteuse | Compétition     | Spectateurs |
| --------------- | ------------- | ----- | ---------------- | --------------- | ----------- |
| 19 octobre 1975 | Hongrie       | 8 – 1 | Luxembourg       | Élim. Euro 1976 | 10 000      |
| 30 octobre 1991 | Hongrie       | 0 – 0 | Norvège          | Élim. Euro 1992 | 10 000      |
| 6 avril 1994    | Hongrie       | 0 – 1 | Slovénie         | Match amical    | 4 000       |

## Accessibilité
En voiture, le stade est accessible par la route principale 89 depuis la frontière autrichienne et la route principale 86 depuis Budapest.
Le site est desservi par les lignes de bus 5, 9 et 30Y (Arrêt Haladás-pálya) qui relient entre autres le stade à la gare.